# Ellsworth Paine Killip
Ellsworth Paine Killip (2. rujna 1890. – 21. studenoga 1968.) je bio američki botaničar. Njegov rad je povezan s imenima od preko 600 vrsta. 150 vrsta nosi ime prema njemu, kao što je primjerice Byttneria flexuosa. 
Diplomirao je na sveučilištu u Rochesteru 1911. godine. Od 1914. do 1917. je radio kao konzervator na Rochesterskoj akademiji znanosti. Od 1919. je radio na Institutu Smithsonian.
Prikupljao je biljne vrste i podvrste u SAD-u i Sjevernoj Americi, posebice na Floridi (1935. – 1940., 1950. – 1956.) i Kolumbiji (1917. – 1948.). Radio je i u Argentini i Brazilu (1929.), Čileu i Kubi (1931. i 1937.), Jamajci (1916., 1920.), Panami (1917. – 18., 1948.), Perúu (1929.) i Venezueli (1943.). 
U biologiji se rabi kratica Killip kad se citira botaničko ime.

## Vanjske poveznice
- Biography at Smithsonian Institution Archives
- Biography at passionflow.co.uk
- Works at Open Library